# Ез (Горња Савоја)
Ез (фр. Ayse) насеље је и општина у источној Француској у региону Рона-Алпи, у департману Горња Савоја која припада префектури Бонвил.
По подацима из 2011. године у општини је живело 2019 становника, а густина насељености је износила 192,65 становника/km². Општина се простире на површини од 10,48 km². Налази се на средњој надморској висини од 487 метара (максималној 1.843 m, а минималној 444 m).

## Демографија
| 1962. | 1968. | 1975. | 1982. | 1990. | 1999. | 2011. |
| ----- | ----- | ----- | ----- | ----- | ----- | ----- |
| 535   | 628   | 926   | 1.262 | 1.532 | 1.817 | 2.019 |

График промене броја становника у току последњих година